# 칼 요나스 로베 알름크비스트

칼 요나스 로베 알름크비스트

칼 요나스 로베 알름크비스트(Carl Jonas Love Almqvist, 1793년 11월 28일 ~ 1866년 9월 26일)는 스웨덴의 소설가이다. 웁살라 대학 졸업 후에 관리가 되었으나 루소의 이상인 “자연으로 돌아가라”의 실행을 위해 농민생활을 시작했으나 얼마 안 가서 싫증을 느껴 수도에 돌아가 교원생활을 하다가 신문기자가 되었다. 그러나 사기(詐欺)와 살인 미수 혐의를 받아 북미(北美)로 도망친다. 변명(變名)하여 각지를 방랑하다가 다시 독일에 건너가 그 이듬해 빈궁(貧窮) 가운데 죽는다. 재능이 다채로운 점으로 그 이름을 떨쳤던 사나이로서 낭만파의 대표적인 시인인 동시에 향토문학과 문제문학의 선구자로 활동범위는 문학·철학·정치·음악·수학에까지 이르고 있다.
<들장미의 서(書)>는 바로 이 다방면성(多方面性)을 나타낸 작품이며 <그것도 좋다>는 입센의 <인형의 집>을 40년이나 앞서 발표한 작품으로 여성해방을 다룬 급진적 문제소설로서 유명하다.